# Old Hickory
Old Hickory forma parte del área metropolitana de Nashville (Tennessee), llamada así en honor al presidente Andrew Jackson, quien fue apodado «Old Hickory». Esta área se encuentra en la sección de Hadley Bend del este del Condado de Davidson. La zona es conocida por haber sido la sede de distintas fábricas y empresas, como por ejemplo la gran planta de DuPont. Muchas de las casas de Old Hickory fueron construidas para albergar a los empleados y supervisores de Dupont en los primeros días de existencia de la fábrica. 
Old Hickory está bordeado por el Río Cumberland en el norte y el oeste, el Lago de Old Hickory al este, y la ciudad de Lakewood hacia el sur. Al norte de la zona se ubica también una presa. La calle principal que atraviesa la zona es Old Hickory Boulevard (Ruta 45 del estado de Tennessee).
En la actualidad, en la zona hay un club de campo, un gran campo de golf, un parque de la ciudad, una Cámara de Comercio, y la planta de Dupont, que continúa empleando a varios cientos de empleados. También es la sede del Servicio Nacional de Meteorología y la Oficina de Pronósticos de Nashville.
Old Hickory cuenta con su propia oficina de correos, y tiene asignado el código postal 37138. El área de servicio postal que utiliza "Old Hickory" como dirección de correo incluye partes de los condados de Wilson y Davidson.

## Personas destacadas
- Jack Kershaw (1913-2010), abogado y escultor que representó a James Earl Ray.